# 拉斯克里斯滕森峰
拉斯克里斯滕森峰（英語：Lars Christensen Peak）是南極洲的山峰，位於彼得一世島，海拔高度1,640米，該山峰以挪威船主拉斯克里斯滕（Lars Christensen）命名，2010年3日法國攀山隊登頂失敗。